# Anatolij Sołonicyn
Anatolij (Otto) Aleksiejewicz Sołonicyn (ros. Анато́лий (О́тто) Алексе́евич Солони́цын; ur. 30 sierpnia 1934 w Bogorodsku, zm. 11 czerwca 1982 w Moskwie) – radziecki aktor filmowy. Zasłużony Artysta RFSRR.
Pochowany na Cmentarzu Wagańkowskim w Moskwie

## Filmografia
- 1966: Andriej Rublow jako Andriej Rublow
- 1968: Trzeba przejść i przez ogień jako komisarz Jewstrukow
- 1971: Próba wierności jako Pietuszkow
- 1972: Solaris
- 1974: Zwierciadło
- 1976: Wniebowstąpienie jako śledczy Portnow
- 1979: Stalker
- 1980: 26 dni z życia Dostojewskiego jako Fiodor Dostojewski
- 1981: Mężczyźni jako malarz, ojciec Pawlika